# Temporada de ciclones no Índico Sudoeste de 2007-2008
A temporada de ciclones no Oceano Índico sudoeste de 2007-08 foi um evento do ciclo anual de formação de ciclones tropicais. A temporada começou em 15 de Novembro de 2007 e terminou em 30 de Abril de 2008. Maurícia e Seychelles consideram que a temporada termina em 15 de Maio. Estas datas delimitam convencionalmente o período de cada ano quando a maioria dos ciclones tropicais forma-se na bacia. A bacia é delimitada pelo meridiano 90°L e pela Linha do Equador, ficando no quadrante sudoeste destas limitações. Os ciclones tropicais que se formam nesta bacia são monitorados pelo Centro Meteorológico Regional Especializado em Reunião, controlado pela Météo-France.
A temporada ciclônica de 2007-08 foi relativamente movimentada, com 13 tempestades tropicais, sendo 12 nomeadas. Segundo a Météo-France, a temporada também teve seis ciclones tropicais (considerando-se aqueles com ventos máximos sustentados superiores a 120 km/h), quatro ciclones tropicais intensos e um ciclone tropical muito intenso. Embora o ciclone Hondo seja o ciclone tropical mais intenso desta temporada, não ameaçou a costa. A formação de uma tempestade tropical não nomeada marcou o início bem antecipado da temporada. Madagáscar foi atingido por três ciclones, os ciclones Fame, que causou 13 fatalidades na costa noroeste, Ivan, um dos mais intensos ciclones tropicais a atingir Madagáscar, causando 93 fatalidades, e o Jokwe, que também atingiu Moçambique, causando no mínimo 10 fatalidades. Por fim, a temporada foi encerrada com a formação da Tempestade tropical Lola, que provocou fortes chuvas, causando 2 fatalidades em Maurício.

## Resumo sazonal
O Centro Meteorológico Regional Especializado (CMRE) de Reunião é o órgão designado pela Organização Meteorológica Mundial para o monitoramento de eventuais sistemas que se formam no Oceano Índico sudoeste. O CMRE de Reunião, assim como as suas sub-regionais em Madagáscar e Maurícia, utilizam um método próprio na classificação de ciclones tropicais: a intensidade máxima de um ciclone é determinada pela média máxima dos ventos num intervalo de 10 minutos, semelhante ao método utilizado pela Agência Meteorológica do Japão (AMJ). Sistemas tropicais com ventos máximos constantes inferiores a 52 km/h são considerados perturbações tropicais. Sistemas com ventos constantes máximos entre 52 km/h e 61 km/h são considerados depressões tropicais. Sistemas com ventos máximos constantes entre 62 km/h e 87 km/h são considerados tempestades tropicais moderadas. Sistemas com ventos máximos constantes entre 88 km/h e 117 km/h são considerados tempestades tropicais intensas (ou severas). Sistemas com ventos máximos entre 118 km/h e 165 km/h são considerados simplesmente ciclones tropicais. Sistemas com ventos máximos constantes entre 166 km/h e 211 km/h são considerados ciclones tropicais intensos. Por fim, sistemas com ventos máximos constantes com mais de 212 km/h são considerados ciclones tropicais muito intensos.

## Sistemas

### Ciclone tropical 01U
Uma área de baixa pressão que estava situado ligeiramente à leste do meridiano 90°L tornou-se uma perturbação tropical em 27 de Julho. Embora a Météo-France não emitisse avisos sobre o sistema, ele foi monitorado e designado com um número. O Joint Typhoon Warning Center (JTWC) emitiu um aviso de formação de ciclone tropical (AFCT) sobre o sistema um dia antes e começou a emitir avisos regulares sobre o ciclone tropical 01S no final de 29 de Julho. Neste momento, o sistema ainda estava localizado a leste do meridiano 90°L, região de responsabilidade do Centro de Aviso de Ciclone Tropical de Perth, Austrália.
O ciclone começou a se dissipar no começo da madrugada de 30 de Julho e o JTWC emitiu seu último aviso sobre o sistema no final daquele dia. O Bureau of Meteorology classificou a perturbação tropical como um ciclone tropical em análises pós-tempestade. Segundo estas análises, o ciclone atingiu ventos constantes de 75 km/h. Estas análises foram baseadas em observações do satélite QuikSCAT.

### Perturbação tropical 01
O primeiro sistema tropical reconhecido oficialmente pela Météo-France formou-se em 10 de Outubro. O sistema seguiu para sudoeste e no começo da madrugada de 12 de Outubro, foi classificado pela Météo-France como a perturbação tropical 01R. As condições de altos níveis estavam favoráveis, mas a combinação da ausência de fluxos internos seguindo em direção à linha do Equador e águas frias causaram a dissipação da perturbação no começo da madrugada de 13 de Outubro

### Tempestade tropical severa Lee–Ariel
Em 13 de Novembro, o Centro de Aviso de Ciclone Tropical (CACT) em Perth, Austrália começou a emitir avisos regulares numa área de baixa pressão tropical em desenvolvimento, localizada na área de responsabilidade do CACT de Jacarta, Indonésia. Em 14 de Novembro, o CACT de Perth classificou a área de baixa pressão como o ciclone tropical "Lee", enquanto o ciclone ainda estava na área de responsabilidade do CACT de Jacarta. No final daquele dia, o Joint Typhoon Warning Center (JTWC) emitiu um alerta de formação de ciclone tropical (AFCT) sobre o ciclone tropical Lee. Pouco depois, o JTWC classificou o sistema como o ciclone tropical 03S. O CACT de Perth classificou Lee como um ciclone categoria 2 na escala australiana em 15 de Novembro e logo depois emitiu seu último aviso sobre o sistema assim que Lee rumava para oeste, cruzando o meridiano 90°L, entrando na área de responsabilidade da Météo-France.
O sistema foi renomeado assim que adentrou a área de responsabilidade do Centro Meteorológico Regional Especializado (CMRE) de Reunião, como a tempestade tropical intensa "Ariel".
Logo depois de entrar na bacia do Oceano Índico sudoeste, Ariel encontrou condições ambientais não favoráveis e começou a se enfraquecer. O CMRE de Reunião desclassificou Ariel numa tempestade tropical moderada em 17 de Novembro e então numa depressão tropical no final daquele dia. Tanto o CMRE de Reunião quanto o JTWC emitiram seus últimos avisos sobre Ariel no final de 18 de Novembro.

### Tempestade tropical severa Bongwe
O JTWC classificou uma área de distúrbios meteorológicos como o ciclone tropical 04S em 18 de Novembro. No mesmo dia, o Centro Meteorológico Regional Especializado (CMRE) de Reunião classificou o sistema como a perturbação tropical 03R. O sistema fortaleceu-se rapidamente e no dia seguinte, a Météo-France já tinha classificado o sistema como a tempestade tropical intensa Bongwe.
Fortes ventos de cisalhamento começaram a atuar no sistema, que interromperam a tendência de fortalecimento de Bongwe. Pouco depois, Bongwe se enfraqueceu para uma tempestade tropical moderada.
Entretanto, Bongwe voltou a se fortalecer em 22 de Novembro, tornando-se novamente uma tempestade tropical intensa.
A tendência de fortalecimento foi de curta duração e o sistema começou a se enfraquecer novamente em 23 de Novembro e dissipou-se completamente no dia seguinte.

### Tempestade tropical moderada Celina
Uma perturbação tropical formou-se no começo da madrugada de 12 de Dezembro a norte-nordeste de Rodrigues. No final daquele dia, o sistema foi designado como uma perturbação tropical pelo CMRE de Reunião. O Joint Typhoon Warning Center então emitiu um alerta de formação de ciclone tropical (AFCT) no sistema em fortalecimento no final de 12 de Dezembro. O JTWC emitiu seu primeiro aviso em 13 de Dezembro, designando a tempestade como ciclone tropical 06S. Embora a circulação ciclônica de superfície do sistema estivesse exposta, o sistema foi classificado como uma depressão tropical pela Météo-France em 14 de Dezembro. Esta classificação foi devido à circulação ciclônica de baixos níveis estar bem definida. No começo da madrugada de 17 de Dezembro, o Serviço Meteorológico de Maurícia classificou o sistema como uma tempestade tropical moderada e a nomeou de "Celina" assim que o sistema se aproximava da ilha.
Celina começou a se enfraquecer em 18 de Dezembro e o JTWC emitiu seu último aviso no começo da madrugada daquele dia. A Meteo-France manteve o sistema classificado como uma depressão tropical e emitiu seu último aviso sobre o sistema em 21 de Dezembro assim que Celina começou a se dissipar a leste da costa de Madagascar.

### Tempestade tropical moderada Dama
Uma perturbação tropical começou a se formar logo a leste do meridiano 90°E perto das Ilhas Cocos. O sistema cruzou o meridiano 90°L no começo da madrugada de 17 de Dezembro. O Joint Typhoon Warning Center emitiu um alerta de formação de ciclone tropical (AFCT) no começo da madrugada de 18 de Dezembro. O Centro Meteorológico Regional Especializado (CMRE) de Reunião classificou o sistema como uma perturbação tropical no começo da tarde do mesmo dia assim que as áreas de convecção começaram a se aprofundar e se isolar de área de distúrbios meteorológicos ao seu noroeste. O JTWC classificou a perturbação como o ciclone tropical 07S. Fracos ventos de cisalhamento permitiram o sistema se fortalecer para uma depressão tropical no começo da noite do mesmo dia. A intensificação continuou e o sistema alcançou brevemente a força de uma tempestade tropical moderada em 19 de dezembro.
Os ventos de cisalhamento voltaram a se fortalecer e a atingir o sistema, que se enfraqueceu para uma depressão tropical.
Entretanto, no dia seguinte, os ventos de cisalhamento diminuíram e permitiram a intensificação das áreas de convecção perto do centro do sistema. A tempestade ganhou o nome de "Dama". Dama continuou a seguir uma trajetória para o sudeste, adentrando em águas frias. Em 21 de Dezembro, Dama começou a se transformar num ciclone extratropical e tanto a Meteo-France quanto o JTWC emitiram seus últimos avisos sobre o sistema.

### Tempestade tropical moderada Elnus
No começo da madrugada de 30 de Dezembro, uma área de distúrbios meteorológicos formou-se a oeste de Madagascar, no Canal de Moçambique, e foi designado pela numeração 06R. Depois, ainda no mesmo dia, está área foi classificada como a perturbação tropical 06R, enquanto o Joint Typhoon Warning Center (JTWC) emitiu um alerta de formação de ciclone tropical (AFCT)sobre o sistema em desenvolvimento. Em 31 de dezembro, a Météo-France classificou a perturbação como uma depressão tropical. Logo depois, o JTWC fez o mesmo. No começo da madrugada de 1º de Janeiro de 2008, O CMRE de Reunião classificou a depressão como a tempestade tropical "Elnus", o quinto sistema nomeado da temporada.
Elnus começou então a seguir para sul-sudoeste e começou a se enfraquecer. No começo da madrugada de 2 de Janeiro, o CMRE de Reunião "rebaixou" Elnus para uma depressão tropical. No dia seguinte, o CMRE "rebaixou" novamente Elnus para uma perturbação tropical. Em 4 de Janeiro, a atuação de uma área de baixa pressão de altos níveis sobre o sistema fez que Elnus se tornasse um ciclone extratropical ao sul da ilha de Madagascar. Mesmo assim, a Météo-France continuou a emitir avisos regulares sobre o sistema extratropical ex-Elnus. A agência de Reunião emitiu seu último aviso sobre Elnus em 6 de Janeiro.

### Perturbação tropical 07R
No começo da madrugada de 7 de Janeiro, Uma área de distúrbios meteorológicos a norte-nordeste de Reunião foi designada como a perturbação tropical 07R pela Météo-France. A tempestade nunca se organizou e em 8 de Janeiro, A tempestade tinha se dissipado.

### Ciclone tropical Fame
A Météo-France classificou uma área de distúrbios meteorológicos no Canal de Moçambique como a perturbação tropical 08R. No dia seguinte, a agência meteorológica classificou o sistema como a depressão tropical 08R.  Horas depois, o JTWC começou a emitir avisos regulares sobre o ciclone tropical 13S. Ao mesmo tempo, o CMRE de Reunião classificou a depressão como a tempestade tropical moderada Fame. Movendo-se muito lentamente sobre o Canal de Moçambique e com boas condições, Fame começou a se intensificar e em 26 de Janeiro, o CMRE de Reunião classificou Fame como uma tempestade tropical intensa. Movendo-se para sul-sudeste e para o sul, Fame atingiu seu pico de intensidade, com ventos constantes de 150 km/h, ao mesmo tempo que atingiu a costa noroeste de Madagascar, perto da cidade de Besalampy. Sobre terra, o ciclone começou a se enfraquecer e a Météo-France o JTWC emitiram seus últimos avisos sobre Fame. O ciclone provocou 13 mortes na ilha.
Entretanto, a área de baixa pressão remanescente de Fame emergiu no Oceano Índico, a leste de Madagascar, e voltou a se intensificar. A Météo-France voltou a emitir avisos regulares sobre a perturbação tropical 09R no final de 28 de Janeiro e no dia seguinte, a agência classificou novamente o sistema como uma depressão tropical. Horas depois, o JTWC começou a emitir novamente avisos constantes sobre o ciclone tropical 13S (Fame) assim que o sistema ficou mais consolidado. A interação com o ciclone Gula fez o centro de Fame ficar exposto, e com isso, mais uma vez o ciclone começou a se enfraquecer. Em 1º de Fevereiro, a circulação ciclônica de Fame foi absorvida pela circulação de Gula. O JTWC emitiu seu último aviso sobre Fame e pouco depois, o CMRE de Reunião também emitiu seu último aviso sobre Fame.

### Ciclone tropical Gula
A Météo-France classificou uma área de distúrbios meteorológicos a sudoeste de Diego Garcia como a perturbação tropical 09R. A perturbação continuou a se fortalecer e em 26 de Janeiro, a Météo-France classificou a perturbação como a depressão tropical 09R. Horas depois, o JTWC começou a emitir avisos sobre o recém-classificado ciclone tropical "14S" (Gula). No começo de 27 de Janeiro, a Méteo-France também classificou o sistema como a tempestade tropical moderada Gula. A tendência de fortalecimento continuou e no dia seguinte, a Météo-France classificou o sistema como uma tempestade tropical intensa. A intensificação continuou e em 29 de Janeiro, a Météo-France classificou Gula como um ciclone tropical.
Em 30 de Janeiro, Gula enfraqueceu-se ligeiramente e a Météo-France 'rebaixou' Gula para uma tempestade tropical intensa e posteriormente para uma tempestade tropical moderada. No final do mesmo dia, Gula começou a interagir com o ciclone Fame, resultando no enfraquecimento do ciclone. Os dois ciclones interagiram-se, fenômeno conhecido como efeito Fujiwara. Por fim, a circulação ciclônica de Fame foi absorvida por Gula. Então, o JTWC e a Météo-France emitiram seus últimos avisos sobre Gula. Logo depois, a Météo-France também emitiu seu último aviso sobre Gula.

### Ciclone tropical intenso Hondo
A Météo-France classificou uma área de distúrbios meteorológicos no Oceano Índico central como a perturbação tropical 10R. Pouco depois, o JTWC começou a emitir avisos regulares sobre o ciclone tropical 16S (Hondo). Em 5 de Fevereiro, o CMRE de Reunião classificou o sistema como a depressão tropical 10R. A partir deste momento, o sistema começou a sofrer rápida intensificação e a Météo-France classificou a depressão como a tempestade tropical moderada Hondo. A rápida intensificação continuou e o CMRE de Reunião já tinha classificado Hondo como um ciclone tropical muito intenso em 7 de Fevereiro. Neste momento, Hondo atingiu o pico de intensidade, com ventos constantes de 230 km/h.
Hondo começou a se enfraquecer assim que o sistema encontrou ventos de cisalhamento e o CMRE de Reunião desclassificou Hondo sucessivamente para uma tempestade tropical moderada. Em 11 de Fevereiro, Hondo não apresentava nenhuma área de convecção profunda, entretanto, ainda apresentava uma circulação ciclônica bem definida. No dia seguinte, o CMRE de Reunião "rebaixou" novamente Hondo para uma depressão tropical assim que o JTWC emitiu seu último aviso sobre o ciclone tropical 16S. pouco depois, a Météo-France também emitiu seu último aviso sobre Hondo.
No entanto, a área de baixa pressão remanescente de Hondo persistiu por vários dias, seguindo para noroeste. Em 20 de Fevereiro, a Météo-France recomeçou a emitir avisos regulares sobre o sistema, designando-o como perturbação tropical ex-Hondo. No dia seguinte, a perturbação foi classificada como uma depressão tropical. Em 23 de Fevereiro, o JTWC recomeçou a emitir avisos regulares sobre o sistema. Hondo começou a seguir para sudoeste e passou sobre Reunião em 23 de Fevereiro.
A interação com terrenos rochosos e águas mais frias causaram o enfraquecimento do sistema e Hondo foi "rebaixado" para uma perturbação tropical. No mesmo dia, o JTWC emitiu seu último aviso sobre o sistema e no dia seguinte, a Météo-France fez o mesmo.

### Ciclone tropical intenso Ivan
A Météo-France classificou uma área de distúrbios meteorológicos a sudoeste de Diego Garcia como a depressão tropical 11R. Pouco depois, o JTWC começou a emitir avisos regulares sobre o ciclone tropical 18S. O ciclone continuou a se intensificar e em 11 de Fevereiro, já tinha sido classificado como um ciclone tropical. No entanto, uma mudança na trajetória fez que Ivan fosse na direção oposta ao seu movimento, passando sobre águas mais frias, enfraquecendo-se para uma tempestade tropical moderada. Continuando a seguir para oeste-sudoeste, Ivan voltou a se intensificar e tornou-se um ciclone tropical intenso pouco antes de atingir Madagascar, com ventos constantes de 215 km/h.
Logo em seguida, o ciclone enfraqueceu-se ligeiramente assim que sua circulação encontrou os terrenos rochosos de Madagascar. Ivan fez landfall no nordeste da ilha em 17 de Fevereiro com ventos constantes de 195 km/h. O ciclone causou danos extensos e severos em Madagascar. Grande parte do cultivo de arroz da região foi perdida. No mínimo 44 pessoas morreram após a passagem do ciclone.
A Méteó-France desclassificou Ivan como uma depressão sobre terra logo após o landfall. Ao mesmo tempo, o JTWC emitiu seu último aviso sobre o sistema. A circulação remanescente de Ivan emergiu no Canal de Moçambique. A Météo-France por duas vezes voltou a emitir avisos regulares, mas ambas foram canceladas.

### Ciclone tropical intenso Jokwe
Uma área de distúrbios meteorológicos formou-se a nordeste de Madagascar. Em 4 de março, o Centro Meteorológico Regional Especializado de Reunião classificou esta área como a perturbação tropical 14R. No dia seguinte, o Joint Typhoon Warning Center começou a emitir avisos regulares sobre o ciclone tropical "22S". Pouco depois, o CMRE de Reunião classificou o sistema como uma depressão tropical e logo depois como uma tempestade tropical moderada. No final daquele dia, o sistema atingiu o extremo norte da ilha de Madagascar. Lá, Jokwe destruiu cerca de 44 casas e deixou cerca de 400 desabrigados. Em 6 de Março, a tempestade emergiu no Canal de Moçambique e rapidamente se intensificou. Em 8 de março, Jokwe fez landfall entre os distritos de Angoche e Ilha de Moçambique, na província de Nampula, Moçambique. Lá, o ciclone causou pelo menos 10 fatalidades e deixou pelo menos 55.000 desabrigados. Jokwe começou a rumar para sudoeste e posteriormente para o sul, emergindo novamente no Canal de Moçambique.
Por lá, o ciclone variou quanto a sua intensidade, principalmente devido ao seu pequeno tamanho. Finalmente, em 13 de Março, o ciclone Jokwe começou a se enfraquecer definitivamente. No começo da madrugada de 15 de março, o CMRE emitiu seu último aviso sobre o sistema.

### Ciclone tropical intenso Kamba
Uma área de distúrbios meteorológicos formou-se ainda na área de responsabilidade do Centro de Aviso de Ciclone Tropical (CACT) de Perth. Esta área moveu-se para oeste, adentrando a área de responsabilidade do Centro Meteorológico Regional Especializado (CMRE) de Reunião, sendo classificado pelo mesmo como a perturbação tropical 13R. Horas depois, o CMRE de Reunião classificou a perturbação como uma depressão tropical e no começo da madrugada de 8 de Março, o Joint Typhoon Warning Center (JTWC) começou a emitir avisos regulares sobre o ciclone tropical "23S" (Kamba). No dia seguinte, o CMRE de Reunião classificou a depressão como uma tempestade tropical moderada. A partir deste momento, o sistema começou a sofrer rápida intensificação e em 10 de março, Kamba já era um ciclone tropical intenso, com ventos constantes em 1 minuto de 205 km/h.
A partir deste momento, Kamba encontrou ventos de cisalhamento e águas mais frias e rapidamente se enfraqueceu. Em 12 de março, tanto o CMRE de Reunião quanto o JTWC emitiram seus últimos avisos sobre o sistema.

### Tempestade tropical moderada Lola
Uma área de distúrbios meteorológicos formou-se no Oceano Índico centro-sul em 17 de Março. Em 20 de Março, o Centro Meteorológico Regional Especializado (CMRE) de Reunião classificou esta área como a zona meteorológica perturbada 14R. Inicialmente, o sistema apresentava-se como uma grande área de baixa pressão, com áreas de convecção desorganizadas e uma banda espiralada de tempestade ao sul do sistema. Em 21 de Março, o sistema começou a mostrar sinais de organização assim que seguia para oeste-sudoeste pela periferia nordeste de uma alta subtropical. Por volta do meio-dia, o CMRE de Reunião classificou a área numa perturbação tropical. Logo depois, o Joint Typhoon Warning Center emitiu um alerta de formação de ciclone tropical sobre o sistema em desenvolvimento. Por volta das 18:00 UTC daquele dia, o CMRE de Reunião classificou a perturbação numa depressão tropical. Inicialmente, o sistema não apresentou um centro consolidado, o que poderia levar a uma relocação do centro. Logo depois, o JTWC começou a emitir avisos regulares sobre o ciclone tropical "25S" (Lola). No começo da madrugada de 22 de Março, o CMRE de Reunião classificou a depressão como a tempestade tropical moderada Lola, mesmo que os ventos com intensidade de tempestade tropical estivessem bem ao sul do centro do sistema, devido ao gradiente de pressão atmosférica com a alta subtropical situada ao seu sul.
Ventos de cisalhamento moderados impediam um maior desenvolvimento do sistema. Com isso, Lola enfraqueceu-se numa depressão tropical ainda no mesmo dia. O centro da circulação foi relocado para uma região mais ao norte do sistema. O sistema tornou-se muito assimétrico e ainda era abatido por fortes ventos de cisalhamento vindos do nordeste, e os ventos mais fortes concentravam-se na porção sul do sistema, devido ao gradiente de pressão com a alta subtropical. Em 24 de Março, Lola começou a seguir para o norte devido a formação de uma área de alta pressão ao norte de Madagáscar. Os ventos de cisalhamento deixaram o centro da circulação ciclônica do sistema totalmente exposto. Com isso, Lola enfraqueceu-se numa perturbação tropical. Ao mesmo tempo, o JTWC emitiu seu último aviso sobre o sistema. Em 25 de Março, os ventos de cisalhamento diminuíram e o sistema experimentou um pequeno aumento na intensidade. Com isso, Lola tornou-se novamente uma depressão tropical. No entanto, a tendência de fortalecimento foi breve e Lola enfraqueceu-se novamente numa perturbação tropical assim que os ventos de cisalhamento voltaram a se intensificar. Lola começou a seguir para sul-sudeste devido a aproximação de um cavado polar. Em 26 de Março, o sistema tornou-se pouco definido, com múltiplos vórtices dentro da circulação ciclônica. Ao meio-dia de 26 de março, o CMRE emitiu seu último aviso sobre Lola assim que o sistema tornou-se altamente desorganizado.
No entanto, as áreas de instabilidades remanescentes de Lola atingiram a Ilha de Maurícia, onde foi registrado mais de 200 mm de chuva. Rodovias e escolas foram fechadas e duas pessoas morreram perto de Pamplemousses, no norte da ilha.

## Energia ciclônica acumulada
| 1              | 26,274 | Hondo | 7  | 5,651 | Bongwe |
| 2              | 23,680 | Ivan  | 8  | 4,020 | Ariel  |
| 3              | 19,860 | Jokwe | 9  | 2,575 | Dama   |
| 4              | 9,816  | Kamba | 10 | 1,838 | Celina |
| 5              | 8,336  | Gula  | 11 | 0,724 | Elnus  |
| 6              | 5,915  | Fame  | 12 | 0,368 | 01S    |
| Total: 109,057 |        |       |    |       |        |

A tabela a direita mostra a Energia ciclônica acumulada (ECA) para cada ciclone tropical formado durante a temporada. O ECA é, de forma abrangente, uma energia medida da tempestade multiplicada pelo tempo em que a mesma existiu. Quanto mais tempo dura e quanto mais forte a tempestade, a mesma terá uma ECA maior. A ECA somente é calculada para aqueles sistemas que alcancem força de tempestade tropical, ou seja, sistemas cujos ventos alcancem 63 km/h ou mais. A tempestade tropical Lola não foi incluída nos cálculos.

## Nomes das tempestades
As perturbações tropicais são nomeadas depois de alcançar a força de uma tempestade tropical moderada. Se uma perturbação tropical alcança esta intensidade na região ao sul da Linha do Equador e a oeste do meridiano 55°L, então o sistema é nomeado pelo Centro sub-regional de Aviso de Ciclone Tropical de Madagascar. Se o sistema alcançar esta intensidade na região ao sul da Linha do Equador e entre os meridianos 55°L e 90°L, então é nomeado pelo Centro Sub-regional de Aviso de ciclone Tropical de Maurícia. As listas são recicladas a cada ano e portanto, nomes não são retirados definitivamente.
| - Ariel - Bongwe - Celina - Dama - Elnus - Fame - Gula - Hondo - Ivan | - Jokwe - Kamba - Lola - Marabe (sem usar) - Nungu (sem usar) - Ofelia (sem usar) - Pulane (sem usar) - Qoli (sem usar) - Rossana (sem usar) | - Sama (sem usar) - Tuma (sem usar) - Uzale (sem usar) - Vongai (sem usar) - Warona (sem usar) - Xina (sem usar) - Yamba (sem usar) - Zefa (sem usar) |

## Efeito sazonais
Esta tabela lista todas as tempestades que se desenvolveram no hemisfério sul durante a temporada 2007-2008 de ciclones no sudoeste do Oceano Índico. Inclui a sua intensidade, duração, nome, desembarques, mortes e danos. Com exceção do ciclone tropical 01U/01S, toda a intensidade relacionada é retirada de Météo-France.
| Nome                | Datas ativo                 | Classificação máxima         | Velocidade de vento sustentados | Pressão               | Áreas afetadas         | Danos (USD)  | Fatalidades | Refs |
| ------------------- | --------------------------- | ---------------------------- | ------------------------------- | --------------------- | ---------------------- | ------------ | ----------- | ---- |
| 01U                 | 27–31 julho                 | Tempestade tropical moderada | 75 km/h (45 mph)                | 992 hPa (29.3 inHg)   | Nenhum                 | Nenhum       | Nenhum      |      |
| One                 | 12 de outubro–13            | Distúrbio tropical           | 45 km/h (30 mph)                | 1,005 hPa (29.7 inHg) | Nenhum                 | Nenhum       | Nenhum      |      |
| Lee-Ariel           | 15 de novembro–28           | Tempestade tropical severa   | 95 km/h (60 mph)                | 988 hPa (29.2 inHg)   | Nenhum                 | Nenhum       | Nenhum      |      |
| Bongwe              | 17 de novembro–28           | Tempestade tropical severa   | 105 km/h (65 mph)               | 976 hPa (28.8 inHg)   | Nenhum                 | Nenhum       | Nenhum      |      |
| Celina              | 11 de dezembro–23           | Tempestade tropical moderada | 75 km/h (45 mph)                | 992 hPa (29.3 inHg)   | Madagascar             | Menor        | 1           |      |
| Dama                | 17 de dezembro–21           | Tempestade tropical moderada | 65 km/h (40 mph)                | 995 hPa (29.4 inHg)   | Nenhum                 | Nenhum       | Nenhum      |      |
| Elnus               | 29 de dezembro – janeiro 3  | Tempestade tropical moderada | 65 km/h (40 mph)                | 995 hPa (29.4 inHg)   | Madagascar             | Nenhum       | Nenhum      |      |
| Seven               | 6 de janeiro–8              | Distúrbio tropical           | 35 km/h (20 mph)                | 1,003 hPa (29.6 inHg) | Nenhum                 | Nenhum       | Nenhum      |      |
| Fame                | 22 de janeiro – fevereiro 1 | Ciclone tropical             | 130 km/h (80 mph)               | 972 hPa (28.7 inHg)   | Malagasy, Madagáscar   | $51 000      | 13          |      |
| Gula                | 25 de janeiro – fevereiro 1 | Ciclone tropical             | 155 km/h (95 mph)               | 950 hPa (28 inHg)     | Nenhum                 | Nenhum       | Nenhum      |      |
| Hondo               | 2 de fevereiro–29           | Ciclone tropical intenso     | 215 km/h (135 mph)              | 915 hPa (27.0 inHg)   | Mauritius, Reunião     | Menor        | Nenhum      |      |
| Ivan                | 5 de fevereiro–27           | Ciclone tropical intenso     | 185 km/h (115 mph)              | 930 hPa (27 inHg)     | Madagáscar             | $30 000 000  | 93          |      |
| Jokwe               | 2 de março–16               | Ciclone tropical intenso     | 195 km/h (120 mph)              | 940 hPa (28 inHg)     | Madagáscar, Moçambique | $8 000 000   | 16          |      |
| Kamba               | 5 de março–14               | Ciclone tropical intenso     | 185 km/h (115 mph)              | 930 hPa (27 inHg)     | Nenhum                 | Nenhum       | Nenhum      |      |
| Lola                | 18 de março–27              | Tempestade tropical moderada | 65 km/h (40 mph)                | 994 hPa (29.4 inHg)   | Nenhum                 | Nenhum       | Nenhum      |      |
| Totais da temporada |                             |                              |                                 |                       |                        |              |             |      |
| 14 sistemas         | 12 de outubro – 27 de março |                              | 215 km/h (135 mph)              | 915 hPa (27.0 inHg)   |                        | >$38 051 000 | >123        |      |